# Woltorf
Woltorf (niederdeutsch Woltorpe) ist ein Stadtteil der Stadt Peine im Landkreis Peine in Niedersachsen.

## Geografie
Woltorf liegt etwa zwei Kilometer östlich der Kernstadt von Peine an der Landesstraße L 321. Die Ortschaft ist von Peine durch weitläufige Agrarflächen und ein Industriegebiet getrennt. Im Norden wird der Ort vom Mittellandkanal begrenzt.
Nördlich des Dorfes erstreckt sich das Waldgebiet Woltorfer Holz. Seit 1967 ist das Woltorfer Holz Landschaftsschutzgebiet, gemeinsam mit dem angrenzenden Zweidorfer Holz.

## Nachbarorte
| Essinghausen  | Meerdorf (Wendeburg)                        | Sophiental (Wendeburg) |
| Peine         | Kompassrose, die auf Nachbargemeinden zeigt | Fürstenau (Vechelde)   |
| Schmedenstedt |                                             | Sierße (Vechelde)      |

## Geschichte
Woltorf wurde im Jahre 1090 erstmals urkundlich erwähnt. Die Besiedlung des heutigen Ortes erfolgte jedoch erheblich früher. Der Ort wurde ehemals Waltorp (um 1220), Woltorp (um 1270), Woltdhorpe (um 1280) und Woltdorpe im 14. Jahrhundert genannt. Die Edelherren von Meinersen waren hier begütert. Sie gaben um 1220 im Ort vier Hufen als Lehen an Heinrich von Wedtlenstedt und seinen Bruder. Den Zehnt und dazu in der Nähe liegende Zehnte als Lehen an Lippold von Escherde und seinen Bruder; derselbe Zehnt um 1280 an Gebhard von Bortfeld.
Bis in die 1940er Jahre war Woltorf ein hoheitlich geteiltes Dorf. Die Grenze zwischen dem Freistaat Braunschweig und der preußischen Provinz Hannover verlief durch die Ortschaft und teilte sie in eine braunschweigische und eine preußische Gemeinde. Erst eine Neuordnung der Ländergrenzen, im Rahmen des sogenannten Salzgitter-Gesetzes, beendete nach vielen Jahrhunderten am 1. August 1941 die Teilung.
In den 1950er Jahren bestand das Sanatorium Woltdorf, eine von dem Arzt Kruse geleitete Privatklinik für Nerven- und Gemütskranke. Seit dem 1. März 1974 ist die ehemalige selbstständige Gemeinde ein Ortsteil der Stadt Peine.

## Politik

### Ortsrat
Der Ortsrat von Woltorf setzt sich aus neun Ratsfrauen und Ratsherren zusammen.
Seit der Kommunalwahl 2021 setzt sich wie folgt zusammen:
- SPD: 5 Sitze
- CDU: 3 Sitze
- Die Grünen: 1 Sitz

### Ortsbürgermeister
Ortsbürgermeister ist seit 2021 Johannes Vahldiek (SPD). Er löste René Laaf (SPD) ab (2006–2021). Zuvor war bereits der Großvater Günter Vahldiek Ortsbürgermeister von Woltorf, der seinerseits Wilhelm Laaf ablöste.

## Wappen
Das Wappen zeigt auf einem roten Schild einen silbernen Taufstein auf dessen Rand eine Inschrift oberhalb von einer stilisierten Lebensrune (ᛉ) zu sehen ist. Der Taufstein steht auf einem von drei blauen Leisten durchzogenen goldenen Hügel. Er trägt in der lateinischen Inschrift A[NNO] D[OMI]NI MCCCV die Jahreszahl 1305 und steht als Symbol für das dörfliche Leben. Die drei Leisten symbolisieren die alten Gräben und Wälle der Landwehren, die es am Rande des Woltorfer Holzes gab. Die Farbgebung Blau-Gold im Hügel zeigt die Verbindung zum Herzogtum Braunschweig-Lüneburg, während Rot-Gold für das Hochstift Hildesheim steht, da sich in Woltorf die Herrschaftsrechte beider Landesherren überschnitten. Das Wappen wurde am 5. Januar 1961 vom Präsidenten des Regierungsbezirks Hildesheim genehmigt. Der Entwurf stammt von Alfred Brecht.

## Kultur und Sehenswürdigkeiten
- Die evangelisch-lutherische Liebfrauenkirche wurde in den Jahren von 1852 bis 1854 im Stil der Neugotik erbaut.
- Die Grundschule in Woltorf ist Teil des Schulverbundes Schmedenstedt-Woltorf.
- Das Gebäude des Woltorfer Wasserturms prägt als Wahrzeichen des Ortes das Ortsbild des Dorfes. Die Anlage dient nicht mehr der Wasserversorgung.
- Seit 1967 ist das Woltorfer Holz Landschaftsschutzgebiet. Das Waldgebiet ist ein Rest des ehemals ausgedehnten Nordwaldes, der bis in das späte Mittelalter große Teile des heutigen Niedersachsens zwischen den Städten Braunschweig und Hannover bedeckte.
- Eine Besonderheit ist das einst, in Niedersachsen weiter verbreitete traditionelle Aufstellen einer Vielzahl von Ehrenpforten. Hierzu ziehen die einzelnen Vereine in der Woche vor dem Volksfest in den Wald, binden Girlanden sowie vorgefertigte Pfosten und Elemente, ihrer Ehrenpforte mit frischen Grün ein. Danach erfolgt das Aufstellen, das gesellig ausklingt. In der Woche nach dem Volksfest werden diese wieder zerlegt und eingelagert. Moderne Baurichtlinien und Genehmigungsverfahren erschweren jedoch zunehmend diese Tradition.

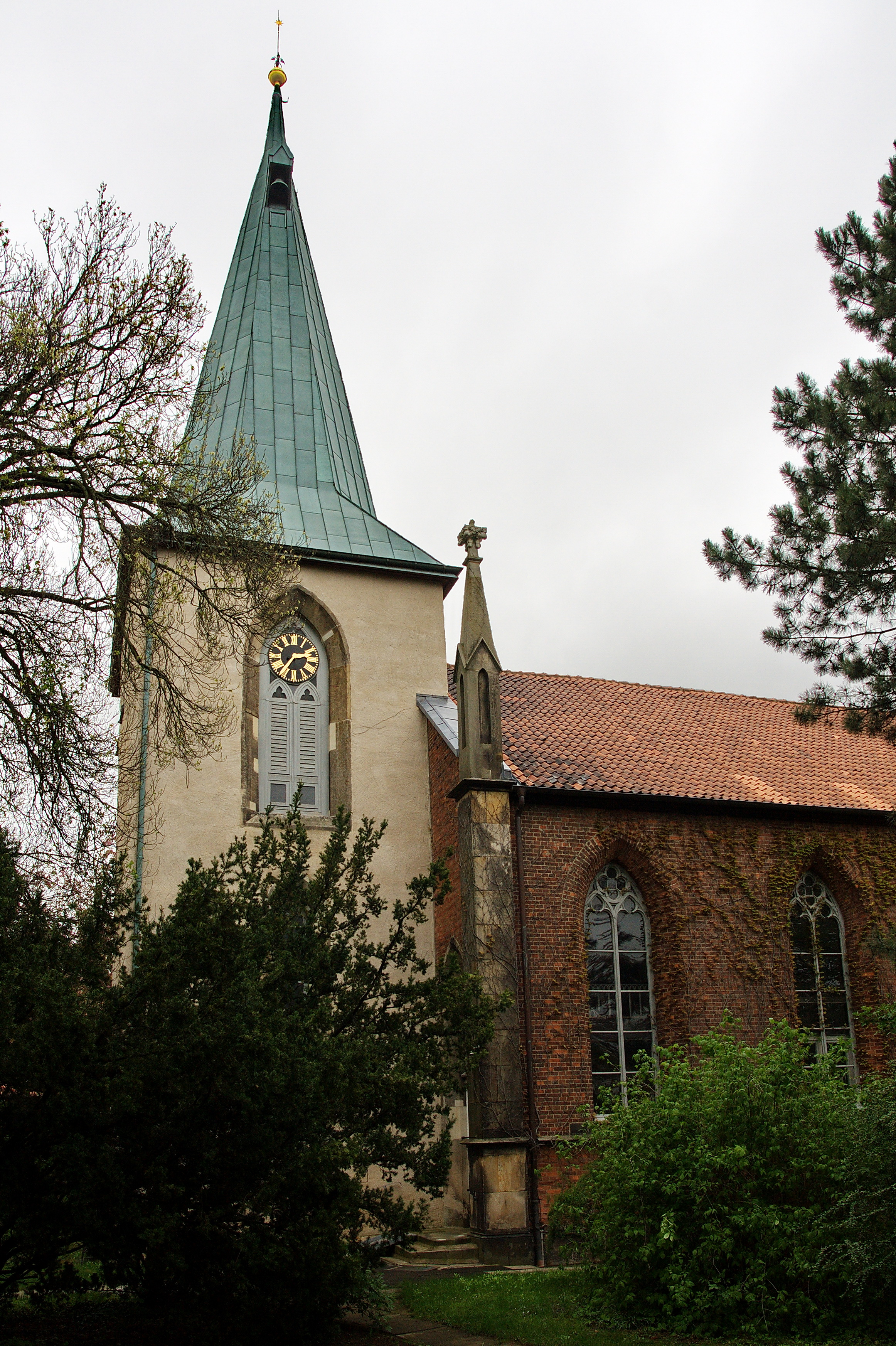
Ev.-luth. Liebfrauenkirche
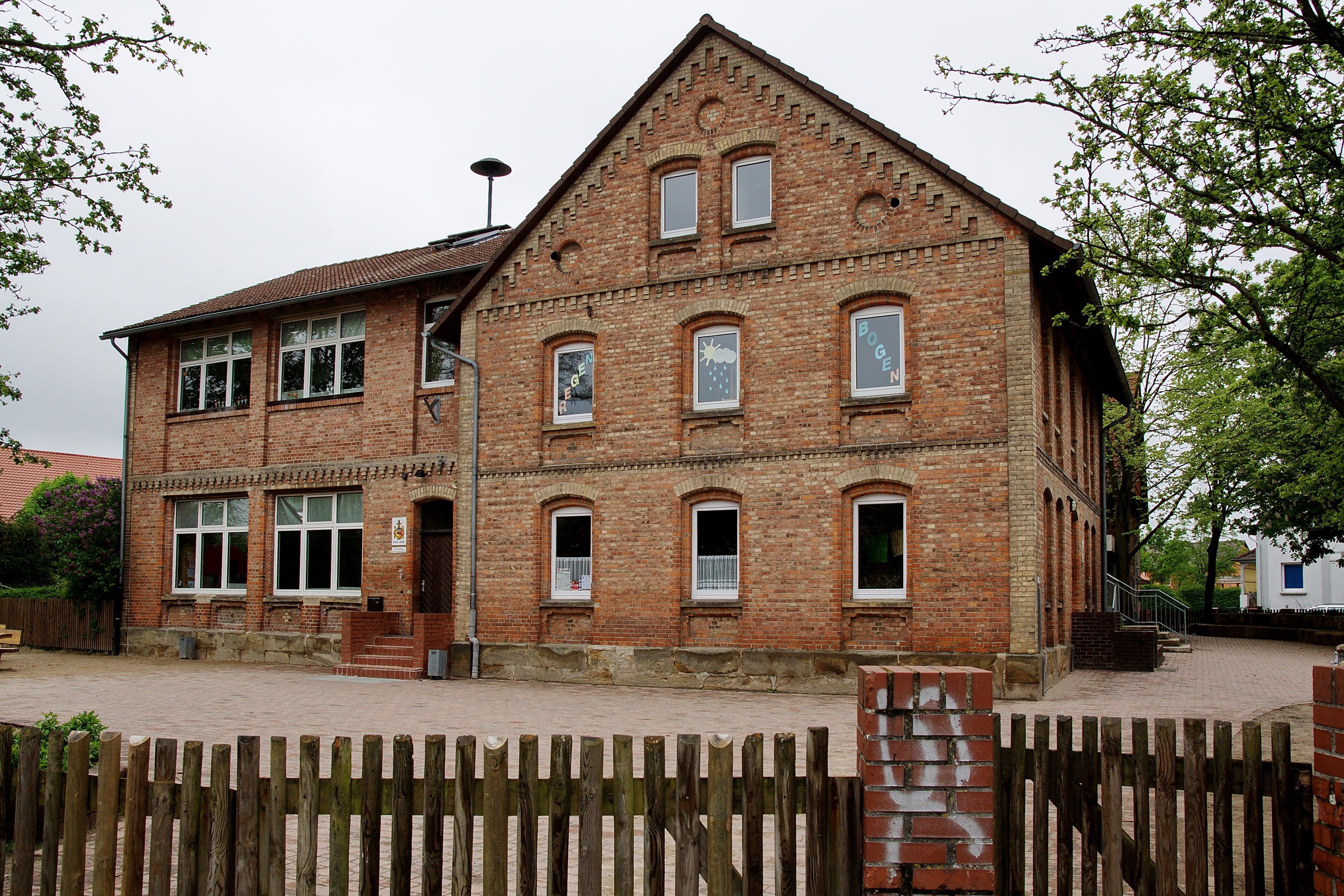
Grundschule
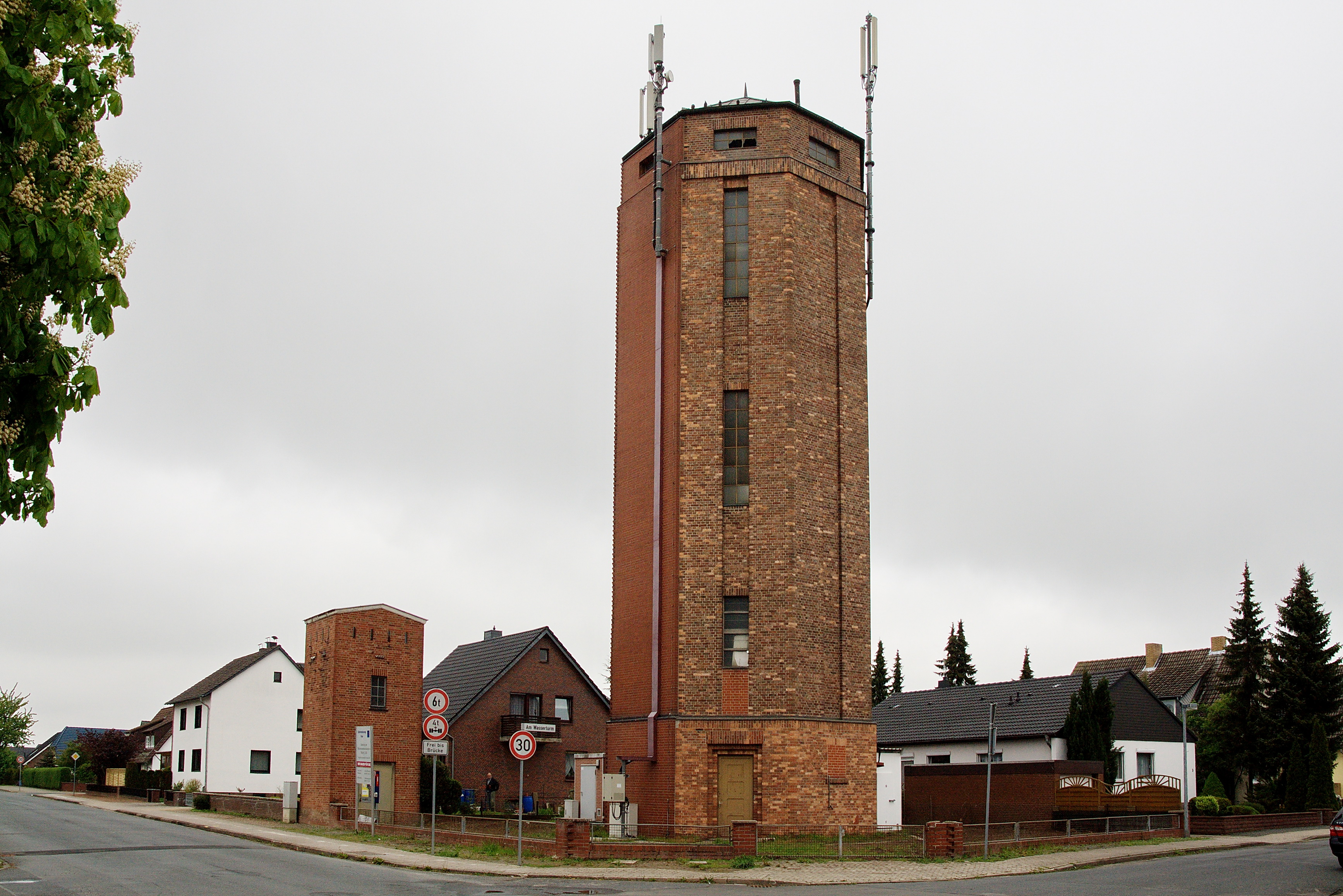
Woltorfer Wasserturm
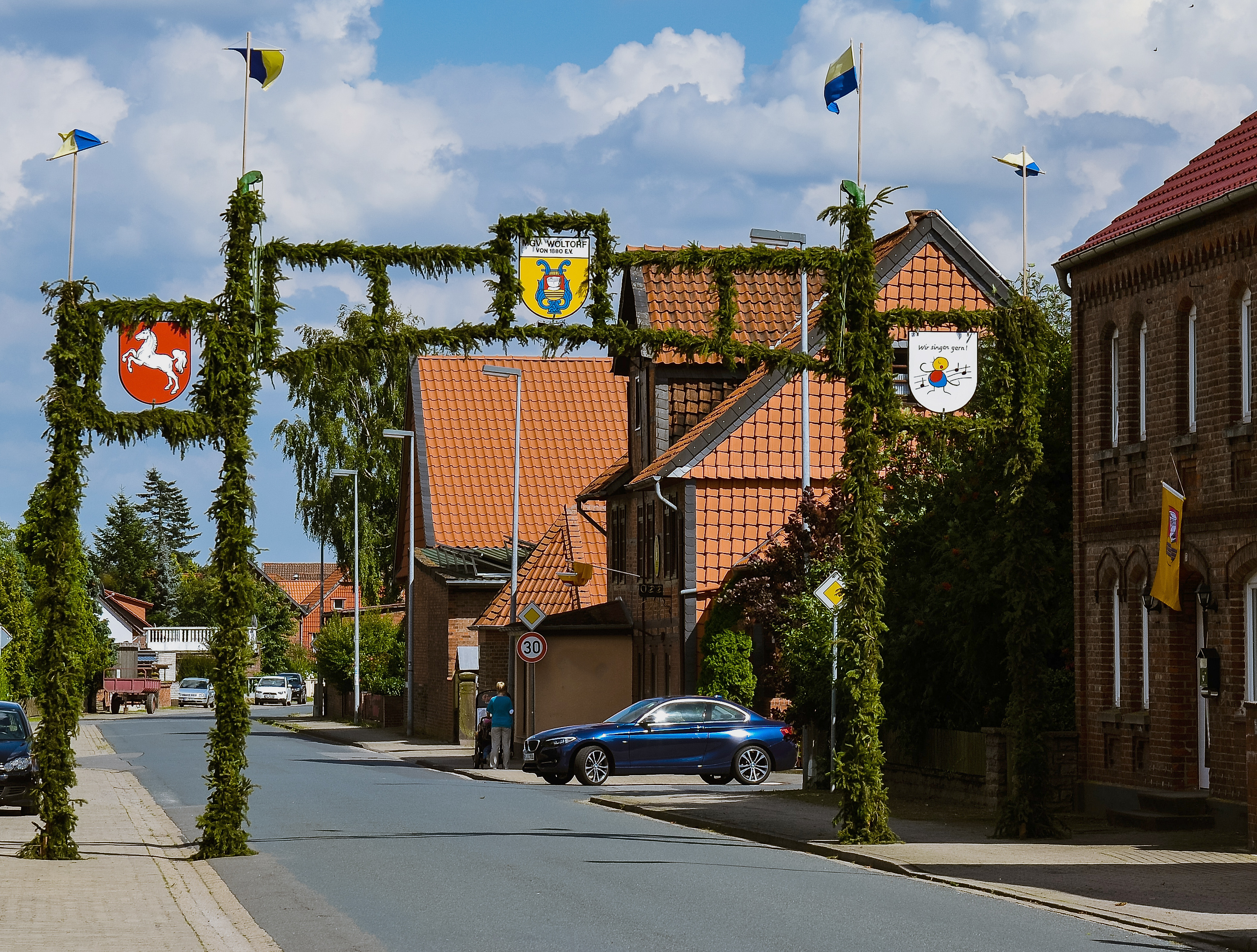
Eine der Ehrenpforten zum Volksfest

## Wirtschaft und Infrastruktur
Im Ort bestehen eine Grundschule, ein Kindergarten, Evangelisch-lutherische Kirchengemeinde, ein Alten- und Pflegeheim in der Trägerschaft der medi terra, sowie zahlreiche Vereine und Verbände (u. a. Freiwillige Feuerwehr, Reit- und Fahrverein, Sportverein, Gesangverein, Ortsverein des Kyffhäuserbunds, Volksfestgemeinschaft).